# Agnieszka Graff
Agnieszka Graff-Osser (nacida en 1970) es una escritora, traductora y activista por los derechos de las mujeres polaca. 

## Biografía
Estudió en la Universidad de Oxford, el Amherst College (Massachusetts Estados Unidos), y se graduó por la Escuela de Ciencias Sociales de la Academia Polaca de Ciencias. Obtuvo su doctorado en literatura inglesa en 1999. En 2001 publicó Un mundo sin mujeres. Graff es de origen judío.

## Trayectoria
Trabaja en el Instituto de América y Europa, dependiente de la Universidad de Varsovia y da conferencias sobre estudios de género.
Sus ensayos y artículos aparecen en revistas como Gazeta Wyborcza, "Literatura de na Świecie" y "Zadra", revista feminista.
Es cofundadora de la organización de mujeres Porozumienie Kobiet 8 Marca (Coalición de Mujeres 8 de Marzo), con la que organiza la llamada Manifa anual en Varsovia con motivo del día internacional de las mujeres. 
Graff es miembro de Junta directiva de la Federación Internacional de Helsinki para los Derechos Humanos.

## Obras
- Świat bez kobiet. Płeć w polskim życiu publicznym. (Mundo sin mujeres: género en polaco la vida pública). Varsovia 2001.
- Rykoszetem. Rzecz o płci, seksualności me narodzie. (Ricochet : sobre género, sexualidad y nación). Varsovia 2008.
- Magma i inne próby zrozumienia, o co tu chodzi.  (Magma: y Otros Intentos de Entender, ¿Qué pasa con Ella). Varsovia 2010.